# ویکتور هارتمان
 ویکتور هارتمان (انگلیسی: Viktor Hartmann؛ ۵ مهٔ ۱۸۳۴ – ۴ اوت ۱۸۷۳) یک نقاش، معمار، و مجسمه‌ساز اهل روسیه بود.

## نگارخانه

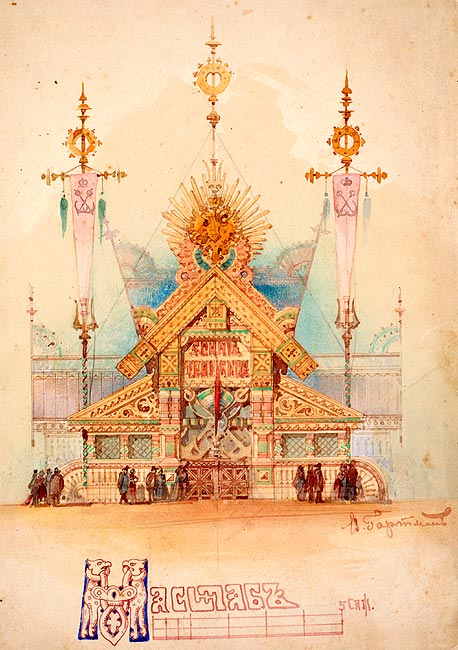
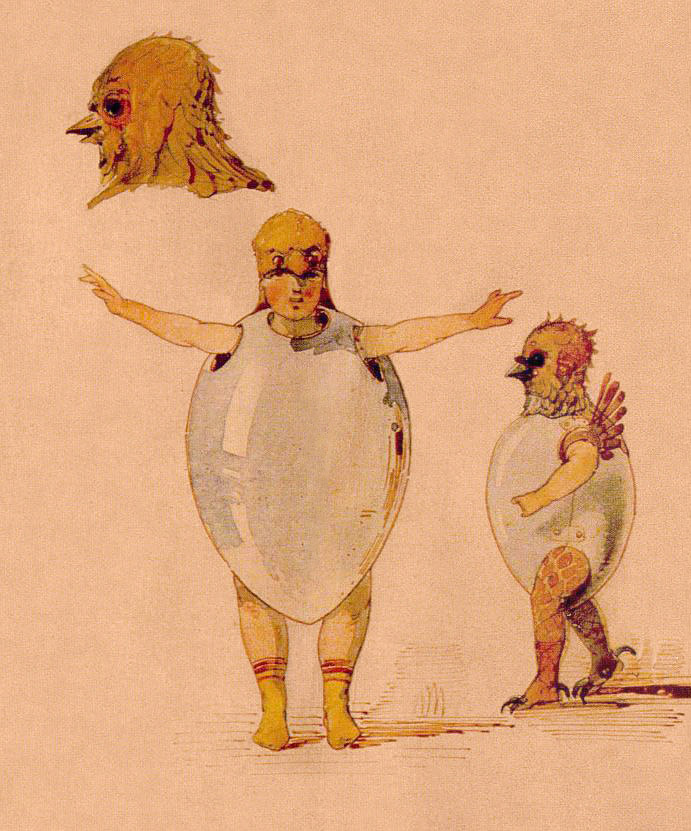
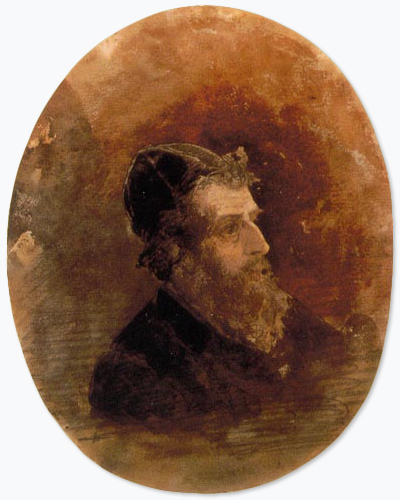
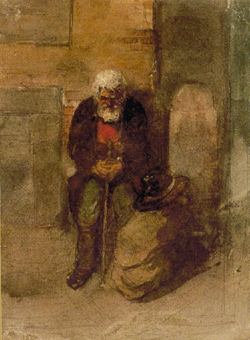
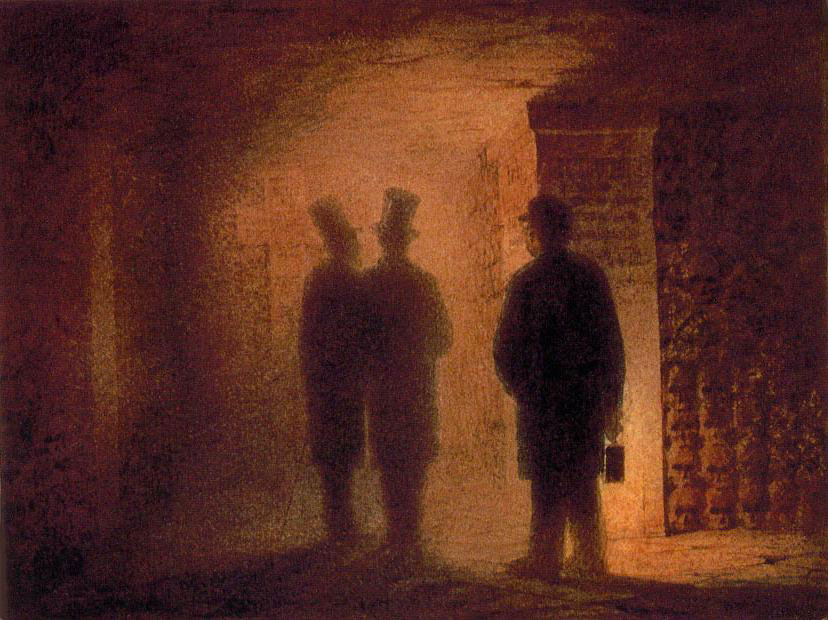
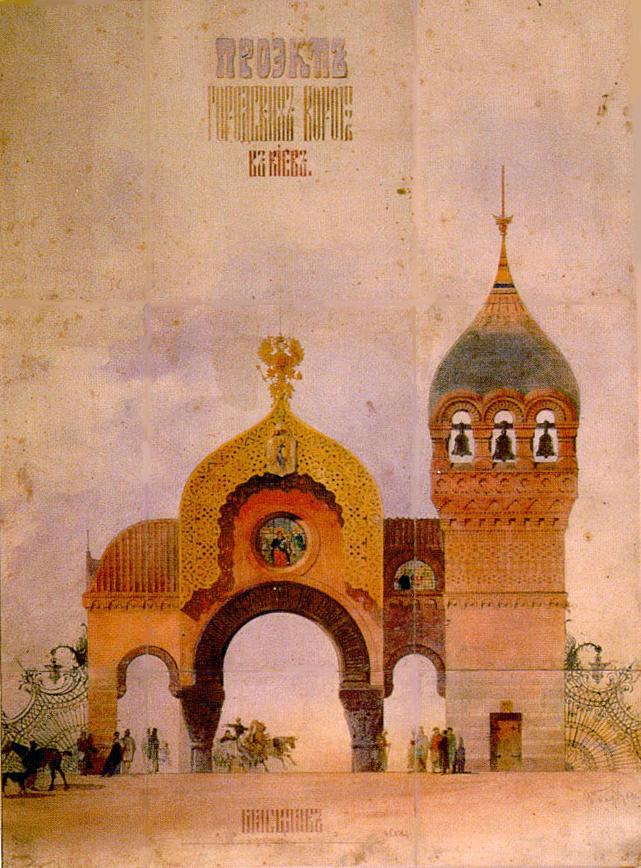
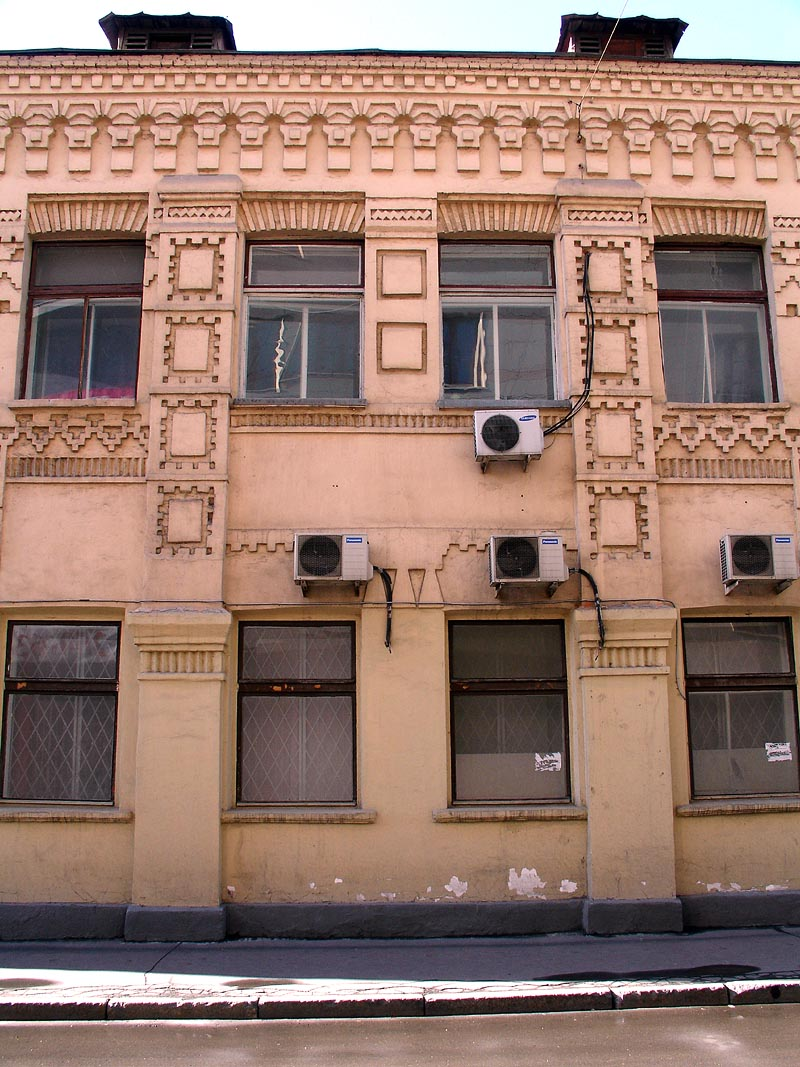